# Angus G. Wynne
 (juin 2017).
Si vous disposez d'ouvrages ou d'articles de référence ou si vous connaissez des sites web de qualité traitant du thème abordé ici, merci de compléter l'article en donnant les références utiles à sa vérifiabilité et en les liant à la section « Notes et références ».
Angus Gilchrist Wynne, Jr., né le 9 janvier 1914 dans le comté de Kaufman au Texas et mort le 12 mars 1979 à Dallas, est un homme d'affaires américain, connu pour avoir créé  plusieurs parcs d'attractions dont Six Flags Over Texas, Six Flags Over Georgia et Six Flags St. Louis au Texas, en Géorgie et au Missouri. Il est aussi le fondateur du centre commercial Wynnewood à Dallas. Il fut le PDG de Great Southwest Corp et de Great Southwest Industrial District à Arlington. Angus Wynne, Jr. a ensuite créé Wynne Enterprises, conceptualisant l'un des premiers parcs d'attractions aquatiques à Galveston, mais est mort avant que son rêve ne puisse être développé.

## Biographie
Son frère Bedford S. Wynne, était l'un des premiers propriétaires et fondateurs de la franchise de football professionnel Cowboys de Dallas, avec Clint Murchison, Jr. 
Wynne a fréquenté Highland Park High School et y est diplômé en 1931. Wynne a fréquenté l'école Lawrenceville, puis l'Université Washington et Lee à Lexington, en Virginie, de 1934 à 1935, avant de recevoir un B.A. de l'Université du Texas à Austin en 1938. 
Il a travaillé sur les champs de pétrole du Texas de 1938 à 1940 lorsqu'il a reçu une commission d'enseigne dans la Marine. Dans la Marine, il a reçu six étoiles de service pendant la Seconde Guerre mondiale.
À la suite d'une visite au Parc Disneyland récemment ouvert à Anaheim en Californie, Wynne décide que le Texas devrait avoir un parc d'attraction. Le projet commence en 1959, sous la direction de Wynne et de la Great Southwest Corporation, ainsi que le soutien d'investisseurs de New York. La construction commence en août 1960. Wynne nomme le parc Six Flags Over Texas. Les six drapeaux (en français) représentaient à l'origine les pays qui ont gouverné le Texas : la France, l'Espagne, le Mexique, la république du Texas, les États confédérés d'Amérique et les États-Unis d'Amérique.
Wynne a ensuite développé Six Flags en 1967 avec un deuxième parc Six Flags Over Georgia, situé en banlieue d'Atlanta en Géorgie, et finalement en 1971 Six Flags over Mid America (maintenant Six Flags St. Louis) à Eureka au Missouri, à côté de Saint-Louis.
Depuis, la société a continué à acquérir des parcs comme AstroWorld (devenu Six Flags Astroworld), construit par le juge Roy Hofheinz à Houston en 1975. Deux ans plus tard, la société a acheté le parc Great Adventure (maintenant Six Flags Great Adventure) dans le New Jersey. Enfin en 1979, Magic Mountain (maintenant Six Flags Magic Mountain), près de Los Angeles, est le dernier parc acquis avant la mort de Wynne. Wynne meurt la même année et bien qu'il n'ait plus été associé à l'entreprise au moment de sa mort, Six Flags finit par acquérir de nombreuses autres propriétés et devient la plus grande chaîne de parcs régionaux du monde.